# Light Yagami
Light Yagami (en japonès: 夜 神 月, Yagami Raito) és el personatge principal de Death Note, un manga japonès que s'ha adaptat a l'anime i també té adaptacions d'imatge real.
Light Yagami és un estudiant de secundària que té una Death Note, una llibreta caiguda del cel on, si anotes el nom d'una persona mentre penses en el seu rostre, li provoques la mort. Amb aquest pretext, en Light pensa que té el deure d'aprofitar aquest poder que té i decideix assassinar criminals per evitar que puguin cometre més morts. De mica en mica, però, ultrapassa el llindar d'aquesta premissa i comença a assassinar més enllà del que són purament criminals.
Light és intel·ligent i molt calculador. Se les empesca totes per mantenir la Death Note a recer i perquè la seva identitat no sigui mai revelada. Abans d'actuar, pensa en totes les possibilitats que té i les conseqüències que poden tenir els seus actes. Ell, és clar, actua a distància, sense que el vegin; per això ningú no sap que ell és la persona que mata els criminals a dojo. Se'l coneix com a Kira. Algunes persones, diuen que ell és la justícia i volen que mati a la gent que ho mereix, i altres simplement que és un assassí i que mereix la mort.

## Biografia del personatge
Light Yagami és un estudiant model, capaç d'aconseguir resultats prodigiosos, que porta una vida tranquil·la però alhora avorrida. Un dia troba el Death Note, deixat caure a la Terra per Shinigami Ryuk, i decideix utilitzar-lo per matar criminals amb l'objectiu utòpic de purificar el món i convertir-se en el seu nou déu operant sota el pseudònim "Kira". Les misterioses morts, però, cridaran l'atenció de les autoritats que posaran al seu camí la millor detectiva del món, la brillant L.
Encara que es pot considerar un geni malvat, ja que pensa amb el cap fred i demostra que té un control quasi absolut de l'entorn que l'envolta i de les situacions en què es troba, el deliri en què comença a enfonsar-se a mesura que s'enfonsa. veu l'estrenyiment del cercle, així com els mètodes altament sàdics i cruels amb què condueix els seus objectius a la mort a través del quadern el converteixen en un psicòpata mentalment alterat. Això farà que Light ja no senti afecte per ningú, ni tan sols per la seva família, considerant-los com a molt eines a utilitzar i sacrificar en cas de necessitat.
Després d'aconseguir derrotar i matar a L, Light ocuparà el seu lloc per pilotar les investigacions sobre Kira i desviar els dubtes sobre ell, però cinc anys després es trobarà amb els dos successors d'Eru: Mello i Near, dos nois brillants i alhora. rivals temporals entre si. Serà Near, gràcies també a l'ajuda inesperada de l'ara difunt Mello, que el podrà desemmascarar. Derrotat, Light es tornarà boig i, ja reduït a la vida pels trets rebuts de Matsuda, serà finalment assassinat per Ryuk, que escriurà el seu nom a la seva llibreta tal com es va acordar a la primera reunió amb el shinigami, i després mor, no acabarà ni al cel ni a l'infern perquè qualsevol que faci servir el Death Note després de la seva mort no acabarà sense res.

## Característiques

### Físic
És un noi d'estatura alta, aproximadament 1,80 m, és prim 54 kg però de complexió atlètica, gairebé sempre se li veu amb l'uniforme de la seva escola, una samarreta a botons amb una corbata i un sac color caqui, uns pantalons com a color verdós amb un cinturó negre i sabates cafè fosc, quan no porta robes normals, ja sigui jeans, tennis i samarretes. Porta sempre a la mà esquerra un rellotge de color platejat. El seu rostre és una cosa ovalada i la mandíbula una mica afilada, les faccions del seu rostre són una mica fines no tant com les d'una noia però tampoc són tan tosques com les d'un home. Els seus ulls són semirodons i d'un color cafè vermellós, el seu cabell és castany clar el porta sempre fins al coll i és lacio
.

#### Psicològica
Light és un noi molt tranquil, intel·ligent i molt astut, un dels millors estudiants de la preparatòria (Més tard de la universitat) sol ser una mica seriós, no demostra molt les seves emocions, però és clar que pots identificar quan està feliç. Sol ser molt sincer i pròxim als seus éssers estimats i de vegades una mica gelós i protector. És una persona que té una visió molt especial de la justícia, segons tot el que ell està veient pensa que el món està " podrit " i està disposat a fer justícia per mà pròpia per tal de veure aquest món millor. Més tard adopta una personalitat megalòmana i psicòpata

## Família

### Soichiro Yagami
(夜 神 総 一郎, Yagami Soichiro) és el pare de Light Yagami, cap de l'NPA i el policia que va dirigir inicialment l'Equip d'Investigació Kira.
-Característiques:
Soichiro és un home de mitjana edat de pell blanca i cabell castany, que sol portar pentinat formalment. És bastant alt i prefereix vestir roba occidental formal. Soichiro Yagami és un home amable amb un fort sentit de justícia, que es preocupa per la seva família i els membres de l'Equip d'Investigació Kira. És seriós i responsable, per la qual cosa sol guanyar-se el respecte de molts. Té un fort sentit del deure, i encara després que la policia deixi de finançar la investigació del cas de Kira, segueix tractant de resoldre el cas amb l'Equip d'Investigació Kira.
Al llarg de la investigació de Kira, pensa que el seu fill Light Yagami és innocent. Per provar va tan lluny com segrestar al seu fill (que havia renunciat temporalment a la Death Note i perdut els seus records sobre això) i la seva xicota, Missa Amane (qui també havia renunciat a la Death Note i perdut els seus records) i posar-los en una situació on acusava Light de ser Kira i que no tindria més remei que matar-ho per això. Quan la seva filla, Sayu Yagami, és segrestada per la Màfia, esdevé un conflicte entre seguir els seus desitjos o no i fer un tracte entre la Death Note i Sayu. La seva qüestió rau entre triar entre els deures d'un oficial i el seu deure com a pare. Com a oficial de policia i cap de l'Equip d'Investigació Kira, creu que deixar la Death Note amb la màfia és massa arriscat, però en una última instància decideix que ell farà l'intercanvi, no com a funcionari, sinó com a pare de Sayu.

#### Sachiko Yagami
(夜 神 = 幸 子, Yagami Sachiko) és l'esposa de Soichiro Yagami, així com la mare de Light Yagami Sayu Yagami i 
. Ella no és conscient de la titularitat de la Llum i l'ús de la Death Note.
-Característiques: 
Sachiko té el cabell curt de color marró, tall per sobre de les espatlles, i els ulls de color fosc. Ella tendeix a vestir-se, encara que bastant nicely.Sachiko és una dona amable que estima profundament la seva família. Ella estima el seu marit, Soichiro molt i es preocupa pel seu benestar mentre treballa en el cas Kira. Quan Soichiro és hospitalitzat a causa d'un atac de cor l'estrès, que és sovint al seu costat per tenir cura d'ell. Sachiko és molt orgullosa del seu fill, la Llum i el felicita per les seves bones qualificacions. Quan Sayu està en cadira de rodes muntat a causa d'un trauma emocional causat pel seu segrest, ajudants Sachiko la seva recuperació, animant i portar-la a passejar fora.

##### Sayu Yagami
(夜 神 妆 裕, Yagami Sayu) és la germana menor de Yagami Light. Aquesta no tenia un paper important, fins al moment en què Mello la segresta per aconseguir la Death Note, pel que queda discapacitada producte del Shock.
-Característiques: 
Sayu és una noia molt jove que creix durant un lapse de temps al llarg de la història. El seu cabell i ulls són de color castany. A la primera part de la història, el seu cabell era curt i recte, amb serrell i flocs de cabell que emmarcaven els costats del seu rostre. Més tard, el seu cabell creix i té petits rínxols als costats, amb el serrell a un lado.Sayu sembla demostrar un comportament adequat a la seva edat i el seu grau escolar, sent fanàtica de l'actor Hideki Ryuga i demanant al seu germà, Light Yagami, la seva ajuda per realitzar la seva tasca de matemàtiques, principalment per a les funcions quadràtiques. Creu que Light es convertirà en un gran detectiu per la seva gran intel·ligència. Segons el How to Read 13, a Sayu li encanten les sabates i detesta l'alcohol. Pel que sembla, en els seus anys universitaris, l'actitud de Sayu canvia, i es torna més madura, estudiant pel seu compte sense l'ajuda de la Light, entre altres coses.

## Enemics
- Eru Roraito (ロー ライト·エル, Rōraito Eru), també conegut com a L (Elle en la versió italiana), nom complet L Lawliet, [ 1 ] és el misteriós detectiu té com a missió atrapar a Kira. Encara que al principi es desconeix el seu rostre i nom, al llarg de la sèrie acaba presentant-se davant altres personatges, desvetllant així la seva estranya personalitat i convertint-se d'aquesta manera en un dels personatges més importants de la sèrie i un dels més aclamats pel públic.

-Característiques: 
Com a característiques personals, L és un personatge molt introvertit, que evita relacionar-se amb la gent i que no sol confiar en ningú, fet que ell mateix reconeix.
Está tan concentrat en resoldre els seus casos que no té temps per preocupar-se pel seu propi aspecte físic, com prova el fet que porti dia rere dia la mateixa roba, a més d'aparentar poc més de 17 o 18 anys quan en realitat té 25. És molt persistent en les seves deduccions, li costa acceptar que són errònies (va arribar a tenir a Light tancat durant 50 dies per demostrar que aquest era Kira, tot i que les morts de criminals es van reprendre 13 dies després de l'empresonament), i entra en una profunda depressió quan s'adona que estava equivocat. Malgrat el seu aspecte prim, L és molt bon lluitador, i es pot comprovar que coneix algun tipus d'art marcial (Capoeira, segons l'autor de la sèrie), així com moltes altres habilitats sorprenents, com ara saber pilotar un helicòpter. Una altra característica de L és la seva dieta, basada en tot tipus d'aliments dolços, amb alt contingut en glucosa (encara que no s'esmenta en la sèrie, és possible que això sigui causa de les grans quantitats d'energia que el seu cervell necessita per funcionar), així com cafè amb molt de sucre, que sembla la seva única beguda, probablement per aconseguir mantenir-se despert durant llargs períodes. No sol dormir, i quan ho fa segueix en la seva posició habitual, assegut a la gatzoneta.
- Near (ニアNea), que en realitat és Nate River (ネイトリバーNieto Riba), és un personatge del manga i animi Death Note i la pel·lícula L: Change the World.

-Característiques: 
És fins i tot més fred que L, i manté la calma en tot moment, sense canviar la seva expressió facial sigui quina sigui la situació, allunyat de les emocions. La seva interacció social és encara pitjor, no podent desenvolupar les seves habilitats superiors si no té algú ocupant-se d'ell. La seva manera de pensar és gairebé idèntica a la de L, sent totalment analític i calculador, encara que també és cert ia diferència de L és que també es basa en la seva intuïció / pressentiment per dirigir la investigació. No li agrada sortir al carrer i manté mínim contacte humà. Té uns comportaments monòtons compulsius com ara, tocar-se el cabell per contrarestar els nivells d'ansietat en moments de tensió.
- Mello (メロMer), Que en realitat és Mihael Keehl (ミハエル=ケールMihaeru Keru), És un personatge del manga i animi Death Note creat pels mangaka Tsugumi Ōba i Takeshi Obata.

-Característiques: 
Mello va ser introduït com un dels dos potencials candidats al lloc del
 juntament amb Near, tots dos criats en Wammy s House, l'orfenat fundat per Watari. Quan li proposen la idea que tots dos treballin junts per atrapar l'assassí sobrenomenat « Kira », Mello la rebutja, assenyalant la mala relació que tenen i el fet que, a diferència d'ell, Near no és impulsiu - segons els autors, això i la seva obsessió per superar Near el va portar a patir complex d'inferioritat - .1 Després d'això, abandona l'orfenat i més tard s'uneix a la màfia, per atrapar a Kira per si mateix. Per a això segresta al director de la policia japonesa i després a Sayu Yagami, obtenint un Death Note com a resultat. És el responsable de la mort de molts agents del « SPK » ia més de la mort de Soichiro Yagami, en activar una bomba que va deixar a tots dos malferits. Més endavant, Mello costat del seu amic Matt segresten Kiyomi Takada una vegada que s'assabenta de la seva relació amb Kira. Similar a l'afició de L pels dolços, Mello es veu sovint menjant barres de xocolata, fins i tot quan està parlant.
- Mail Jeevas (Matt) gual que L, Mello i Near, era un orfe de la Fundació Wammy i tercer en la línia de sucedión de L, just per darrere de Near i Mello. Podria considerar-se el millor amic de Mello i acata les seves ordres sense cap rèplica. És ell qui el troba després de l'explosió que el mateix Mello provoca.

-Característiques: 
Igual que els altres tres, Matt té una fixació obsessiva amb els videojocs i sempre camina jugant amb la seva màquina portàtil (que per a mi que és una PSP), també és un fumador compulsiu, sempre té un cigarret a la boca i no li agrada molt sortir al carrer.

## Víctimes assassinades
Aquesta llista mostra les víctimes que Light ha matat:
- Kurou Otoharada
- Takuo Shibuimaru
- 135.406 Delinqüents i altres sense nom (causada i responsable)
- Lind L. Tailor
- Kiichiro Osoreda
- Ray Penber
- Naomi Misora
- Kyosuke Higuchi
- Shintaromaru Maruyamada (causat)
- L Lawliet (causat)
- Watari (causat)
- Rem (causat)
- Merrie "Wedy" Kenwood
- Tierry "Aiber" Morrello
- Takeshi Ooi
- Masahiko Kida
- Eichi Takahashi
- Shingo Mido
- Reiji Namikawa
- Suguru Shimura
- Rod Ross
- Jack Neylon
- Pedoro Kollet
- 8 membres de la màfia
- Soichiro Yagami (causat)
- Mello (causat)
- Kiyomi Takada

## Mort
Assassinat per:
- Ell mateix (causat indirectament)

Light va acceptar mantenir el Death Note sabent els riscos que comportava.
- Teru Mikami (causat indirectament)

Teru Mikami va agafar el Death note del Banc fent que Near s'adonés de la possibilitat d'un quadern fals.
- Mello (causat)

Mello segresta Kiyomi Takada perquè Teru Mikami escrigui el nom de Takada a la llibreta real.
- Near (causat)

Near substitueix el quadern real per un de fals, de manera que en Mikami escriuria tots els noms de la reunió excepte el de Light.
- Ryuk

Light ara condemnat, Ryuk decideix escriure el seu nom a la seva llibreta.

## Habilitats especials
-Deducció: Ets una mica analític i observador al moment de treure les teves conclusions, això és molt útil quan vols estudiar criminologia, pels detectius, investigadors.

## Extras
Passa la major part del temps a la seva habitació i no li agrada molt sortir a divertir-se. És l'únic en la seva família que li agraden els fregits gust de consomé